# The Tail of a Cat
The Tail of a Cat è un cortometraggio muto del 1918 diretto da Eddie Lyons e Lee Moran.

## Produzione
Il film fu prodotto dall'Universal Film Manufacturing Company (come Star Comedies).

## Distribuzione
Distribuito dall'Universal Film Manufacturing Company, il film - un cortometraggio di una bobina - uscì nelle sale cinematografiche USA il 15 aprile 1918. L'Universal Pictures lo distribuì in riedizione il 4 giugno 1924 con il titolo The Tale of a Cat.